# Fine colorday
「Fine colorday」（ファイン カラー デイ）は、林原めぐみの17枚目のシングル。1998年2月4日にスターチャイルドから発売された（KIDA-158）。

## 説明
- カップリングの「おやすみなさい 明日はおはよう」は、かつてAM KOBE（現：ラジオ関西）にて放送されたラジオ『熱血電波倶楽部』内で放送されていたラジオドラマ版『万能文化猫娘』で、林原演じる夏目温子（ヌクヌク）が番組のエンディングで言っていた言葉だった。林原は後に「正しくはこの後に『バイニャン』というのが入ります」と述べている[2]。
- 2曲共、オリジナルアルバム未収録。

## 収録曲
（全作詞：MEGUMI、作曲：佐藤英敏、編曲：添田啓二）
1. Fine colorday [4:47]
  - テレビアニメ『万能文化猫娘』オープニングテーマ
2. おやすみなさい 明日はおはよう [4:35]
  - テレビアニメ『万能文化猫娘』エンディングテーマ
3. Fine colordays（off vocal version） [4:47]
4. おやすみなさい 明日はおはよう（off vocal version） [4:34]

## 収録アルバム
| 曲名                          | 収録アルバム                                                     | 発売日         | 規格品番        | 備考          |
| ----------------------------- | ---------------------------------------------------------------- | -------------- | --------------- | ------------- |
| Fine colorday                 | 『万能文化猫娘 SONGS 真似木ケ丘学園編』                          | 1998年3月4日   | KICA-394        | TV sizeが収録 |
| Fine colorday                 | 『万能文化猫娘 ヴォーカル&サウンドトラックアルバム』             | 1998年[6月5日  | KICA-402        |               |
| Fine colorday                 | 『VINTAGE S』                                                    | 2000年4月26日  | KICS-790        |               |
| Fine colorday                 | 『万能文化猫娘 Blu-ray BOX』                                     | 2010年9月8日   | SSX-10177       |               |
| Fine colorday                 | 『「林原めぐみ 1st LIVE -あなたに会いに来て-」配信限定アルバム』 | 2017年12月13日 | NOPA-1644       |               |
| Fine colorday                 | 『VINTAGE DENIM』                                                | 2021年3月30日  | KICS-3980〜3982 |               |
| おやすみなさい 明日はおはよう | 『万能文化猫娘 SONGS 真似木ケ丘学園編』                          | 1998年3月4日   | KICA-394        | TV sizeが収録 |
| おやすみなさい 明日はおはよう | 『万能文化猫娘 ヴォーカル&サウンドトラックアルバム』             | 1998年6月5日   | KICA-402        |               |
| おやすみなさい 明日はおはよう | 『VINTAGE S』                                                    | 2000年4月26日  | KICS-790        |               |
| おやすみなさい 明日はおはよう | 『万能文化猫娘 Blu-ray BOX』                                     | 2010年9月8日   | SSX-10177       |               |